# Střítež (Trutnov)
Střítež (německy Burkersdorf) je původně samostatná malá vesnice, nyní část okresního města Trutnov. Nachází se asi 5,5 km na jih od Trutnova. Prochází zde silnice I/37. V roce 2009 zde bylo evidováno 33 adres. V roce 2001 zde trvale žilo 115 obyvatel. Střítež je oproti jiným vsím připojených k Trutnovu velice odlišná. Zatímco ostatní části města jsou spíše v údolích a jejich zástavba je rozptýlena podél potoka, Střítež je typická pro zemědělské oblasti. Nachází se na náhorní planině okolo pramene říčky Běluňky. Ta pramení pod vrchem Hranná (554 m n. m.). Běžně se nesprávně namísto Střítež uvádí Střítěž a to i u stejnojmenných vsí. Přitom žádná ze Stříteží v republice se s háčkem nepíše. Ve Stříteži roste chráněná lípa a na říčce uprostřed vsi leží několik rybníčků. Z památek tu stojí kaple a několik pomníků z bitvy u Trutnova r. 1866. V budoucnu povede okolo Stříteže dálnice D11 (rychlostní silnice R11).
Střítež leží v katastrálním území Střítež u Trutnova o rozloze 2,9 km2. V katastrálním území Střítež u Trutnova leží i Nový Rokytník.